# Guataro
Guataro es la única novela de Trina Larralde. fue publicada en Santiago de Chile, en 1938, con el sello de editorial Zig zag. Trina Larralde no pudo ver su libro publicado porque cuando salió de la imprenta ya ella había muerto. Falleció en Chile, en 1937.
En Chile escribió Trina Larralde un cuento ambientado en el pueblo que la vio nacer. Ese cuento se convirtió en la novela Guataro, su única novela, que fue publicada por la editorial Ercilla, en Santiago de Chile, en 1938.
Laura Antillano describe así el argumento: "La protagonista, María Antonieta Ladera, es una joven viajada, inteligente, desenvuelta, que regresa a la hacienda de su abuela con el propósito de recordar su infancia y para pasar unas vacaciones. Mujer leída, con reflexiones “psicoanalíticas”, observadora insaciable, atractiva. Progresivamente ve convertirse sus vacaciones en un asunto en el que se debate su destino. El mundo se divide entre sus propias reflexiones de mujer pensante, entre el ser y el devenir, y el enamoramiento de Diego Tovar, un hacendado conservador, que se le acerca desarrollando un cortejo pausado y sigiloso [...]. De desenvuelta, inteligente, independiente, María Antonia pasa a insegura, tímida, temerosa. Finalmente se entrega a los brazos de Diego. [...] María Antonia, la cosmopolita, es seducida por la vida bucólica y por la seguridad representada en ese hombre sencillo, aunque profundamente conservador. Sin embargo, no podemos ignorar la complejidad del personaje femenino descrito, una mujer con profundos intereses intelectuales, pero individualista a más no poder."
No ha tenido reediciones hasta 1981. Pero, como recoge Eduardo Casanova: "Por fortuna. Carmen Mannarino [...] rescató el texto y lo publicó en 1981, como parte de la Biblioteca de Autores y Temas Mirandinos..."